# Les Âmes du peuple noir
Les Âmes du peuple noir (titre original : The Souls of Black Folk) est un recueil de quatorze essais de W. E. B. Du Bois. Publié en 1903, l'ouvrage constitue l'œuvre fondatrice du travail et de l'action de Du Bois, parce que ce livre « a donné pour la première fois une voix au peuple noir. »

## Histoire de l’œuvre
S'il a paru en 1903, la plupart des textes qui constituent le livre ont été écrits entre 1897 et 1903. Il s'agit souvent d'articles retravaillés, précédemment parus dans différents journaux et revues. Certains sont également inédits. Le livre connaît immédiatement un immense succès. En 1905, il est déjà réédité deux fois, et compte vingt-deux rééditions en 1938. En 2003, date du centenaire de sa parution, l'ouvrage a connu cent dix-neuf réimpressions. Cependant, malgré le désir de Du Bois d'apporter ici et là des modifications à son travail, le texte de l'édition de 1903 est resté inchangé. 

## Thématique
Du Bois s'explique dès la première ligne de son recueil sur le pourquoi de cet ouvrage : « Une grande partie de ce qui est enfoui dans ces pages peut aider un lecteur patient à saisir dans toute son étrangeté ce que signifie être noir, ici, à l'aube du xxe siècle. Cette signification n'est pas sans intérêt pour toi, noble lecteur; car le problème du XXe siècle est le problème de la ligne de partage des couleurs. » Il s'agit donc pour Du Bois de montrer ce que signifie être noir au début du XXe siècle (ce qu'il appelle « la vie derrière le Voile », métaphore de la ségrégation) parce que, à ses yeux, la race est le problème central du siècle qui vient. 
L'ouvrage réunit des textes de genres très différents : enquête sociologique, fiction, ethnomusicologie, histoire.

## Dans la culture
En 2020, l'artiste béninois Roméo Mivekannin se fait remarquer pour son exposition « Les Âmes du peuple noir », intitulée en référence à l'ouvrage de Du Bois.